# CD Aves
Clube Desportivo das Aves – portugalski klub piłkarski z miejscowości Vila das Aves z okolic Santo Tirso (północ kraju), założony w 1930 roku, od 2001 roku występował w 2. lidze portugalskiej Liga de Honra, z której uzyskał awans z drugiego miejsca w 2006 roku, w sezonie 2006/2007 występował w rozgrywkach BWINLigi, jednak na koniec sezonu został zdegradowany. Oficjalny fan club zespołu nosi nazwę Força Avense. Obecnie występuje w rozgrywkach Segunda Divisão. W sezonie 2017/2018 klub zajął 13. miejsce w lidze i zdobył Puchar Portugalii.

## Sukcesy
- awans do 1. ligi: 2006
- Puchar Portugalii 2018

## Obecny skład
Stan na 6 sierpnia 2020
| Nr | Poz. | Piłkarz         |
| -- | ---- | --------------- |
| 1  | BR   | Raphael Aflalo  |
| 2  | OB   | Andrej Šimunec  |
| 4  | OB   | Adam Dźwigała   |
| 6  | OB   | Bruninho        |
| 9  | NA   | Peu             |
| 12 | BR   | Fábio Szymonek  |
| 13 | OB   | Jaílson Araújo  |
| 15 | OB   | Oumar Diakhité  |
| 20 | PO   | Zidane Banjaqui |

| Nr | Poz. | Piłkarz                     |
| -- | ---- | --------------------------- |
| 23 | NA   | Mehrdad Mohammadi           |
| 25 | OB   | Afonso Figueiredo (kapitan) |
| 27 | NA   | Rúben Macedo                |
| 28 | NA   | Bruno Lourenço              |
| 29 | PO   | Claudio Falcão              |
| 31 | PO   | Luiz Fernando               |
| 44 | OB   | Bruno Morais                |
| 77 | OB   | Mato Miloš                  |
| ?  | NA   | Miguel Tavares              |

### Piłkarze na wypożyczeniu
| Nr | Poz. | Piłkarz                                                  |
| -- | ---- | -------------------------------------------------------- |
|    | PO   | Erik Nascimento (wypożyczony do Clube de Regatas Brasil) |

## Strony klubowe
- Oficjalna strona klubu
- Strona kibiców Aves. forcaavense.pt.vu. [zarchiwizowane z tego adresu (2007-05-16)].